# 瓶割池
瓶割池（かめわりいけ）は岡山県玉野市日比にあるため池である。また、県道が脇にある。玉野市は乾燥して降水量が少ない地域であるため、瓶割池のほかにもたくさんのため池が存在する。